# Josep Grau-Garriga
Josep Grau-Garriga (San Cugat del Vallés, 18 de febrero de 1928-Angers, 29 de agosto de 2011) fue un artista español, muralista y uno de los renovadores del tapiz contemporáneo, cuya obra se encuentra en diversos museos e instituciones.
Tras formarse en pintura, dibujo, escultura y grabado, en los primeros años de su actividad artística (década de 1940) realizó algunas obras de pintura y mosaico en su tierra natal que permanecen en la ermita de Sant Medir o en la iglesia parroquial de Sant Genís. En la década de 1950 se incorporó a trabajar en la empresa de alfombras y tapices, Casa Aymat de Miquel Samaranch, donde llegó a ser director artístico y trabajó con artistas como Joan Miró, Josep Maria Subirachs o Antoni Tàpies. Su primera exposición individual de tapices la realizó en la Sala Gaspar de Barcelona en 1964 y, a partir de ese momento, continuó con múltiples exposiciones en las capitales europeas y en Estados Unidos. La Casa Aymat, en el Museo del Tapiz Contemporáneo-Casa Aymat, mantiene una parte importante de su obra, así como también el Museo de Arte Contemporáneo de Barcelona. En el resto del mundo, su obra forma parte de la colección permanente del Museo Metropolitano de Nueva York, el Museo de Arte Moderno de París y el Museo de Arte Contemporáneo Internacional Rufino Tamayo de Ciudad de México.